# フエルゲン・エリティム
フエルゲン・アントニオ・エリティム・セプルベダ（Juergen Antonio Elitim Sepúlveda、1999年7月13日 - ）は、コロンビア・カルタヘナ出身のサッカー選手。ポーランドのレギア・ワルシャワ所属。ポジションはミッドフィールダー（セントラルミッドフィールダー）。

## クラブ歴
2016年、レオネスFCにて17歳でプロデビューを果たすと、18歳になった2018年にグラナダCFのBチームに引き抜かれた。
2018-19シーズンのマルベジャFCへのレンタル移籍を経て、2019年7月31日、グラナダと提携を結んでいるワトフォードFCに移籍した。ワトフォード加入後は、スペイン下部リーグのクラブへのレンタル移籍を繰り返している。